# Río Cauto (ort)
Río Cauto är en ort i Kuba.   Den ligger i provinsen Provincia Granma, i den sydöstra delen av landet, 600 km sydost om huvudstaden Havanna. Río Cauto ligger 12 meter över havet och antalet invånare är 23 737.
Terrängen runt Río Cauto är mycket platt. Runt Río Cauto är det ganska glesbefolkat, med 34 invånare per kvadratkilometer. Det finns inga andra samhällen i närheten. Trakten runt Río Cauto består till största delen av jordbruksmark.